# بيير شاربنتييه
بيير شاربنتييه (بالفرنسية: Pierre Charpentier)‏ (و. مارس 1888 – القرن 20 م) هو لاعب هوكي الجليد فرنسي، ولد في فرنسا، شارك في الألعاب الأولمبية الصيفية 1920، والألعاب الأولمبية الشتوية 1924، مركز لعبه هو مدافع ‏.

## روابط خارجية
- بيير شاربنتييه على موقع EliteProspects.com (الإنجليزية)
- بيير شاربنتييه على موقع Eurohockey.com (الإنجليزية)
- بيير شاربنتييه على موقع أوليمبيديا (الإنجليزية)